# Il sole splende alto
Il sole splende alto (The Sun Shines Bright) è un film del 1953 diretto da John Ford.
È stato presentato in concorso al 6º Festival di Cannes.

## Trama
William Priest, ex trombettiere dell'esercito confederato, ricopre la carica di giudice a Fairfield (Kentucky), con il consenso e la stima di tutta la cittadinanza. Alla scadenza del suo mandato, gli si contrappone come candidato il nordista Horace Maydew. Priest rischia di perdere il favore popolare in seguito all'atteggiamento non conformista assunto in alcune circostanze, come ad esempio quando si è opposto fermamente al linciaggio di un giovane di colore, ingiustamente accusato di aver violentato una ragazza bianca; o come quando ha preso le difese di una donna condannata dall'opinione pubblica, morta in disgrazia e al cui corteo funebre fa accodare i cittadini. Davanti alla bara pronuncia parole ispirate al Vangelo che fanno commuovere perfino il suocero della morta, che aveva disconosciuto la nipote e che ora riabbraccia, dimostrando così a tutti di aver concesso il perdono alla nuora.
Giunti ormai al termine del giorno delle elezioni, Maydew si sente sicuro della vittoria ma, a sorpresa, tutto il gruppo di coloro che volevano linciare il ragazzo vota compatto per il giudice uscente: ora i voti sono esattamente divisi a metà, ma Priest non ha ancora votato e la sua rielezione è salutata dai concittadini con fiero entusiasmo..

## Realizzazione
Il sole splende alto è un remake de Il giudice, che lo stesso John Ford aveva girato nel 1934. Tratto da tre racconti brevi di Irvin S. Cobb (The Sun Shines Bright, The Mob from Massaq e The Lord Provides), il film fu l'ultimo girato per la Republic Pictures. Tra gli attori compare anche Francis Ford, fratello del regista. Il ruolo del giudice venne affidato a Charles Winninger, un popolare attore che proveniva da Broadway e che, a Hollywood, era diventato un quotato caratterista. Fu l'unica volta che, sullo schermo, interpretò la parte del protagonista.
Ford era molto affezionato al film e lo considerava uno dei migliori tra quelli che aveva realizzato. In piena caccia alle streghe, il tema gli aveva permesso di prendere coraggiosamente posizione contro i pregiudizi e contro il clima di paura e di delazione che stava contagiando il mondo del cinema statunitense. Dal punto di vista commerciale, tuttavia, il film fu un fiasco.